# Instituto Nacional da Língua Coreana
O Instituto Nacional da Língua Coreana (hangul: 국립국어원; hanja: 國立國語院; rr: Gukrip Gugeowon; MR: Gukrip Kugŏwŏn) é uma instituição literária sul-coreana fundada a 23 de janeiro de 1991, pelo Decreto Presidencial n.º 13163 de 14 de novembro de 1990, para a regulamentação da língua coreana.